# Denis Duquet
 (novembre 2017).
Si vous disposez d'ouvrages ou d'articles de référence ou si vous connaissez des sites web de qualité traitant du thème abordé ici, merci de compléter l'article en donnant les références utiles à sa vérifiabilité et en les liant à la section « Notes et références ».
Pour les articles homonymes, voir Duquet.
Denis Duquet est un chroniqueur automobile québécois, œuvrant pour Le Guide de l'auto (créé en 1967 par Jacques Duval) depuis 1980.

## Carrière
Chroniqueur automobile à temps plein depuis plus de trente ans, Denis Duquet  a été rédacteur en chef de plusieurs publications, notamment de Touring, le magazine du CAA.
Pendant 16 ans, il a été chroniqueur automobile attitré du journal La Presse  et en 2000, il a pris la tête de la revue Le Monde de l'auto, maintenant publiée sous le nom Guide de l'auto Magazine.
Coauteur et rédacteur en chef du Guide de l'auto, il participe, en tant qu'animateur et coordonnateur, à l'émission télévisée du même nom présentée au Canal MA TV. Il fait également partie de l'équipe de rédaction du site du Guide de l'auto.